# 이승우 (축구 선수)
이승우(李昇祐, 1998년 1월 6일~)는 대한민국의 축구 선수로 포지션은 윙어, 공격형 미드필더이다. 현재 K리그1의 전북 현대 모터스와 대한민국 축구 국가대표팀 소속으로 뛰고 있으며 2018년 아시안 게임 금메달리스트이다. 

## 유소년 경력
2010년 서울대동초등학교 소속으로 경상북도 경주 유소년 축구 대회에 참가했던 이승우는 득점왕과 도움왕을 석권하며 차범근 축구상을 수상하는 등 초등학생 때부터 재능을 보여주었다.
2010년 남아공 다농 네이션스컵에서는 한국 대표였던 대동 초등학교를 준우승으로 이끌었고 12골을 넣어 득점왕을 차지했다. 그 후 인천 유나이티드 U-15팀인 광성중학교에서 잠깐 소속해 있었으며 2011년 초 FC 바르셀로나 스카우트의 눈에 띄어 2011년에 FC 바르셀로나의 유소년팀으로 이적하게 되었다. 이적후 바르셀로나의 인판틸 A에서 2011-12시즌 26경기 38골을 기록해 득점왕을 차지하였고, 2012-13시즌 카데테 B에서 12경기 21골을 기록해 득점 2위를 기록하였다.
2013년 2월, FIFA는 바르셀로나의 해당 유스팀 선수 이승우를 포함한 6명에 대해 FIFA 규정 19조를 위반했다는 이유로 공식 대회 출전 정지 처분을 내렸다. 조항은 18세 미만의 선수에 대한 해외이적을 금지하는 것이었다. 해당 선수의 부모가 축구와 관련 없는 일에 종사하면서 현지에 체류할 경우 예외 적용을 받게 되지만 이승우는 이에 해당되지 않아 징계를 받게 된 것이었다. FC 바르셀로나 측에서는 항의했지만 법정은 항의를 기각했다. 이로 인해 이승우의 공식 대회 출전의 길이 막혔으며 18세가 되는 2016년 1월 6일까지 바르셀로나가 참여하는 공식 대회에는 출전할 수 없게 되었다.
2016년 1월 6일, 만 18세를 맞이해 출전징계가 풀려 소속팀의 공식 경기에 출전할 수 있게 되었다. 1월 16일 후베닐A 8라운드 UE 코르네야전에서 이승우는 등번호 9번을 달고 풀타임으로 활약하며 복귀전을 치렀다. 2월 28일 열린 2015-16 UEFA 유스 챔피언스리그 16강전에서는 후반 45분 극적인 역전골을 만들어 내며 팀을 8강으로 이끌었다. 2016-2017 시즌에는 후베닐A에서 30경기 10골을 기록하였으며 해당 시즌 유스 챔피언스리그에서는 7경기 1골 2도움을 기록하였다. 3월 14일에는 바르셀로나 B팀에 합류하여 예이다와의 원정경기에서 교체출전하며 성인팀 데뷔를 이루었다.

## 구단 경력

### 엘라스 베로나
2017년 여름, 이승우는 150만 유로의 이적료에 엘라스 베로나 FC 이적이 확정되었다. 등번호는 21번이다.
2017년 9월 24일 SS 라치오와 경기에서 후반 26분 교체투입되며 베로나에서 세리에A 데뷔전을 치렀다. 교체투입되었지만, 팀내 평점2위를 기록하며 좋은 활약을 보여주었다.
2018년 5월 6일 AC 밀란전에서 프로 첫골을 기록했다.
2018년 러시아 월드컵 이후 모이스 킨이 유벤투스로 복귀하면서 등번호 9번을 부여받았으나 16번으로 다시 변경되었다. 2018년 12월 30일 포자 칼초전에서 시저스킥으로 세리에 B 시즌 1호골을 기록했다. 경기는 2 – 2 무승부로 마무리 되었다.

### 신트트라위던 VV
2019년 8월 30일 경기 출전을 위해 신트트라위던 VV로 이적했다 하지만 전반기에 1경기 교체출전 그치고 말았다. 하지만 후반기인 2월 24일 겐크와의 경기에서 교체 출전하면서 오랜만에 그라운드를 밟았으며 2월 29일 열린 메헬렌과의 경기에서는 이적 후 첫 선발 출전 및 풀타임 출전을 했다.
2020년 9월 13일에 열린 로열 앤트워프 FC와의 리그 경기에서 신트트라위던 이적 이후 첫 골을 기록했다.
2021년 7월 14일 기준으로, 원소속팀 신트트라위던에 복귀하였다. 복귀 후 베트남의 응우옌꽁푸엉과의 2군 경쟁 실패로 2021년 11월 23일 계약 해지했다. 차기 행선지로는 미국, 중국슈퍼리그, k리그 등이 거론되고 있다.

### 포르티모넨스 SAD
2021년 2월 1일, 이승우는 리가 포르투갈 팀 포르티모넨스로 임대 이적하였다.

### 수원 FC
2021년 12월 3일, 이승우는 K리그1의 수원 FC와 다년 계약을 체결할 예정이다. 12월 2일에 수원 FC에서 메디컬 테스트를 마쳤다. 이후 수원 FC에 정식으로 입단했다. 2022년 2월 19일에 치러진 전북 현대 모터스와의 리그 개막전에 출전하여 K리그 데뷔전을 치렀다. 2022년 3월 20일에 치러진 대구 FC와의 경기에서 K리그 데뷔골을 터뜨렸다.

## 국가대표팀 경력
2014년 9월 AFC U-16 축구 선수권 대회에 참가했다. 한국 대표팀은 준우승에 그쳤지만 칠레 청소년 월드컵 티켓을 따냈으며, 이승우는 득점왕과 MVP를 동시에 획득하는 활약으로 축구팬들의 많은 관심을 받게 되었다.
2015년 10월에는 FIFA U-17 월드컵에 출전하여 브라질전과 기니전에서 팀을 승리로 이끌어 한국 대표팀은 16강에 진출하게 되었다. 16강전인 벨기에전에서는 이승우가 페널티킥을 실축하는 불운이 있었고 수비진에서는 실수를 연발하여 벨기에에게 2대0으로 패하고 말았다.
2017년에는 FIFA U-20 월드컵에 출전하여 첫경기 기니전과 두번째 경기 아르헨티나전에서 골을 기록하며 대표팀의 16강 진출을 이끌었다.
2018년 5월 14일 2018년 FIFA 월드컵 생애 첫 대한민국 축구 국가대표팀 발탁이 되었다.
그리고 2018년 5월 28일 대구스타디움에서 열린 온두라스와의 평가전에 선발출전하여 데뷔전을 치뤘고 도움을 기록하는 등 최고의 활약을 펼쳤다.
2018년 FIFA 월드컵 최종 명단에 포함되어, 스웨덴전과 멕시코전에 교체 선수로 출전하였다. 하지만 스웨덴 전에서 1인분의 역할을 하지 못하면서, 숫적 열세 아닌 숫적 열세 끝에 스웨덴에게 패하는 빌미를 제공했다.
2018년 아시안 게임 국가대표에 뽑힌 이승우는 이란과의 16강전에 선발 출전하여 자신의 아시안 게임 첫 골을 기록했고, 박항서 감독이 이끄는 베트남과의 4강전에서도 선발 출전하여 멀티 골을 기록하며 대한민국의 2연속 아시안게임 결승 진출하는데 혁혁한 공을 세웠으며 일본과의 결승전에서 연장 전반 3분에 자신의 아시안게임 4번째 골이자 선제골을 터뜨리며 대한민국의 아시안 게임 2연패 달성 및 통산 5회 우승에 일조했고 병역특례도 받았다. 이 때 토요타 자동차 광고판 위에 올라서는 세리머니로 화제가 되었다.
2019년 AFC 아시안컵 최종 23인 명단에 포함되지 못했으나, 아시안 게임 동기인 나상호가 무릎 부상을 당하자 나상호 대신 발탁됐다.
2020년 이후, 파울루 벤투가 대한민국 축구 국가대표팀의 감독이 된 이후로는 국가대표에 선발되지 못하고 있으며, 2022년 FIFA 월드컵 국가대표로도 선발되지 못했다. 2022 시즌을 마치고 기초 군사훈련을 이수한 후, 2022년 FIFA 월드컵에는 SBS의 축구 해설위원으로 나섰다. 꼬마 매시라고도 불린다. 
이승우의 포지션에는 황희찬 등 이승우와도 비교가 안 되게 이승우보다 훨씬 좋은 선수들이 매우 많아, 앞으로 이승우가 국가대표에 선발될 일은 없을 것이다. 파울루 벤투의 말을 인용하자면 "대한민국 국가대표에서는 그 포지션에 엄청 좋은 선수들이 많다. 그 많은 선수들을 다 버리고 이승우를 택해야 하는 이유가 뭔가? 심지어 황희찬 마저 버리고 이승우를 선택해야 하는 이유는 무엇인가?"이며 이 정도로 이승우는 굳이 대한민국이라서가 아니라, 어지간한 국가대표 선수로서의 기량을 제대로 갖추지 못했다. 심지어 베트남의 국가대표인 응우옌꽁푸엉보다도 실력이 못해서 신트트라위던 VV에서 쫓겨났다. 실제로도 파울루 벤투는 이승우 없이 2022년 FIFA 월드컵에서 FIFA 월드컵 우승 2회에 빛나는 우루과이를 조별리그 탈락 시키고 16강에 진출시켰다.
대한민국 축구 국가대표팀의 감독이 홍명보로 바뀌고 나서 2024년 2026년 FIFA 월드컵 아시아 지역예선에서 86분(후반 41분) 이라크를 3-1로 앞서고 있는 상태에서 교체 출전했다. 하지만 쓸데없는 턴오버를 남발했으며 이게 원인이 되어 이라크에게 실점했다. 그리고 그걸 끝으로 이승우는 국가대표에 선발되지 못했다.

## 수상 내역
대한민국
- AFC U-16 축구 선수권 대회 : 준우승 (2014)
- 아시안 게임 축구 : 금메달 (2018)

개인
- AFC U-16 축구 선수권 대회 : MVP, 득점왕 (2014)
- AFC 올해의 유망주 상 (2017)

## 출연
- 2018년 7월 11일 MBC 《황금어장 라디오스타》 573회
- 2020년 5월 13일 SBS파워FM 배성재의 텐
- 2020년 6월 21 JTBC 《뭉쳐야 찬다》

## 트리비아
- 수원 삼성의 팬으로 알려져 있다.
- 대한민국 U-20 축구 국가대표팀에 선발되었을 당시, 잉글랜드 U-20 축구 국가대표팀과의 친선 경기에서 득점 후 '갈까말까 세러모니'를 하여 화제를 모았다. 2019년에는 이 세레모니를 활용해 광고를 촬영하기도 했다.[15]
- 이적하는 팀의 리그가 점점 급이 낮아지고 있다. 바르셀로나 B(스페인) → 엘라스 베로나(이탈리아) → 신트트라위던(벨기에) → 포르티모넨스(포르투갈) → 수원(대한민국) 순이다.
- 2018년 FIFA 월드컵 당시 경기 전 훈련에서 셔틀런 꼴등을 기록했다. 이에 손흥민이 이승우에게 "여기 놀러왔어? 열심히 해야지"라며 충고했으며 신태용 감독은 이승우에게 "잔머리 굴리냐?"라며 혼내기도 했다.[16] 이런 식으로 이승우는 국가대표에 소속된 상태임에도 불성실한 모습을 보였다. 신태용은 정으로 품고 갔지만 한국인이 아닌 파울루 벤투는 냉정하게 더 좋은 선수로 대체하고 이승우를 국가대표에서 방출했다.
- 이승우와 동갑내기 축구 선수로는 킬리안 음바페, 알렉시스 마크 알리스테르 등이 있으며 이들은 모두 FIFA 월드컵에서 우승을 경험했다.
- 로헬리오 푸네스 모리와 비슷하게 어렸을 때는 큰 두각을 드러냈지만 어른이 되고 나서는 별 활약이 없다. 푸네스 모리의 경우는 국가대표의 급을 낮춰서 아르헨티나 국가대표를 포기하고 멕시코 국가대표로 2022년 FIFA 월드컵에 출전했다.

## 같이 보기
- 2014년 AFC U-16 챔피언십
- 2015년 수원 컨티넨탈컵 U-17
- 2015년 수원 JS컵 U-18
- 2015년 FIFA U-17 월드컵
- 2017년 FIFA U-20 월드컵
- 2018년 FIFA 월드컵
- 2018년 자카르타-팔렘방 아시안 게임
- 2019년 AFC 아시안컵